# Ladislav Fouček
Ladislav Fouček (né le 10 décembre 1930 à Prague et mort le 4 juillet 1974 à Munich) est un coureur cycliste tchécoslovaque. Il a participé aux Jeux olympiques de 1952 et 1956. Lors de ces derniers, à Melbourne, il a obtenu deux médailles d'argent, au kilomètre et en tandem, avec Václav Machek.

## Palmarès

### Jeux olympiques
- Helsinki 1952
  - 12e du kilomètre
- Melbourne 1956
  -  Médaillé d'argent du kilomètre
  -  Médaillé d'argent du tandem
  - 5e de la vitesse individuelle